# ميخائيل ديفيدسون (شاعر)
ميخائيل ديفيدسون (بالإنجليزية: Michael Davidson)‏ هو شاعر أمريكي، ولد في 18 ديسمبر 1944.